# بيسوث
بلدية بيسوث (بالإسبانية: Pesoz) هي بلدية تقع في منطقة أستورياس شمال غرب إسبانيا.

## الديموغرافيا
بلغ عدد سكان بلدية بيسوث 189 نسمة عام 2011 (وفقاً للمعهد الوطني للإحصاء الإسباني).
| 268 | 268 | 238 | 218 | 197 | 193 | 189 |